# Annihilation Time
Annihilation Time är ett rockband från Kalifornien, USA. Bandet har ett ganska unikt sound som utgörs av skitig rock 'n roll men har en känsla av både amerikansk 80-talshardcore och 60/70-talshårdrock. 
Efter sin första skiva bytte de sångare, och spelade in sin andra platta i Haag, Nederländerna på Motorwolf Studios, känd för gammeldags studioutrustning. Bandet har efter det turnerat i nästan hela Europa inklusive Sverige.

## Diskografi
Album
- 2004 – Annihilation Time I
- 2005 – Annihilation Time II
- 2008 – Annihilation Time III: Tales of the Ancient Age

EP
- 2006 – Cosmic Unconciousness
- 2007 - Bad Reputation